# Horky (Kutná Hora-i járás)
Horky település Csehországban, a Kutná Hora-i járásban. Horky Žleby, Potěhy, Hostovlice és Bratčice településekkel határos. Lakosainak száma 402 fő (2024. január 1.).

## Népesség
A település lakosságának változását az alábbi diagram mutatja:
| Lakosok száma | 99   | 149  | 149  | 301  | 362  | 399  | 398  | 405  | 386  | 402  |
|               | 1869 | 1890 | 1921 | 1950 | 1980 | 2001 | 2017 | 2019 | 2022 | 2024 |